# یواس‌اس فلگ‌استاف (پی‌جی‌اچ-۱)
یواس‌اس فلگ‌استاف (پی‌جی‌اچ-۱) (به انگلیسی: USS Flagstaff (PGH-1)) یک کشتی بود که طول آن ۷۳ فوت (۲۲ متر) بود. این کشتی در سال ۱۹۶۶ ساخته شد.